# Gilles Marguet
Pour les articles homonymes, voir Marguet.
Gilles Marguet, né le 3 décembre 1967 à Pontarlier, est un biathlète et fondeur français. Champion du monde du relais en 2001, il est médaillé de bronze dans cette épreuve aux Jeux olympiques de 2002.

## Biographie
Il est sélectionné avec l'équipe de France depuis la saison 1989-1990, où il gagne une manche de relais à Antholz.
Durant la saison 1992-1993, il obtient son unique podium individuel en Coupe du monde à Oberhof. Il y remporte aussi une médaille de bronze aux Championnats du monde à Borovets, en bronze sur la course par équipes. À partir de 1995, il devient actif dans le ski de fond et laisse le biathlon de côté. Dans la Coupe du monde, il obtient une vingtième place en tant que meilleur résultat en décembre 1997 dans un sprint à Milan.
Après des années d'absence du circuit mondial de biathlon, il fait son retour à ce sport en 2000-2001, remportant aux Championnats du monde à Pokljuka, le titre sur le relais avec Julien Robert, Vincent Defrasne et Raphaël Poirée. Aux Jeux olympiques d'hiver de 2002, il obtient la médaille de bronze du relais avec la même équipe.
Il prend sa retraite sportive définitive en 2003.
La chaîne de télévision L'Équipe 21 retransmet à partir de l'édition 2015-2016 la Coupe du monde de biathlon. Marguet, ainsi qu'Alexis Bœuf et Florence Baverel-Robert sont recrutés comme consultants pour assurer les commentaires des épreuves.

## Palmarès

### Jeux olympiques d'hiver
| Édition \ Épreuve      | Individuel | Sprint | Poursuite | Relais                              |
| ---------------------- | ---------- | ------ | --------- | ----------------------------------- |
| JO 2002 Salt Lake City | -          | 66e    | -         | Médaille de bronze, Jeux olympiques |

Légende :
- : troisième place, médaille de bronze
- — : pas de participation à l'épreuve

### Championnats du monde
| Mondiaux \ Épreuve | individuel     | Sprint         | Poursuite                        | Départ en masse                  | Relais               | Course par équipes               |
| 1990 Minsk         | 39e            | -              | Épreuve inexistante à cette date | Épreuve inexistante à cette date | -                    | -                                |
| 1991 Lahti         | –              | 20e            | Épreuve inexistante à cette date | Épreuve inexistante à cette date | 6e                   | -                                |
| 1993 Borovets      | -              | 71e            | Épreuve inexistante à cette date | Épreuve inexistante à cette date | -                    | Médaille de bronze, monde        |
| 1994 Canmore       | JO Lillehammer | JO Lillehammer | Épreuve inexistante à cette date | Épreuve inexistante à cette date | JO Lillehammer       | 8e                               |
| 2001 Pokljuka      | -              | 46e            | 50e                              | -                                | Médaille d'or, monde | Épreuve inexistante à cette date |

```
 : épreuve inexistante ou absente du programme.
```

### Coupe du monde
- 1 podium individuel : 1 troisième place.
- 2 victoires en relais.

### Championnats d'Europe
- Médaille d'argent du sprint en 1995[3].

### Ski de fond

#### Coupe du monde
- Meilleur classement général : 74e en 1998.
- Meilleur résultat : 20e.